# モール★コップ
『モール★コップ』（原題: Paul Blart: Mall Cop）は、2009年にアメリカで製作・公開されたアクション・コメディ映画。日本では劇場公開されずビデオスルーになった。その後、2015年9月6日にテレビ東京のサタ☆シネにて日本語吹替版が地上波初放送された。

## ストーリー
ショッピングモールに勤める警備員ポールは、真面目だけど冴えない肥満のシングルファーザー。いつもセグウェイに乗って、広いモール内を警備して回っている彼だが、将来は警察官になりたいという夢を持っていた。しかし、その夢も持病の低血糖症のせいで、叶えられそうになかった。
モールの警備員として自分なりに精一杯努力しているポールの前に、エイミーという女性が現れる。彼は彼女の気さくで優しい性格に惹かれていくのだったが、女性と上手く関わることが出来ないために、自分の気持ちを上手く伝えられずにいた。
そんなある日、ポールが勤めるショッピングモールを強盗団が襲撃し、人質を取って立てこもってしまう。その人質の中にはエイミーの姿もあった。たまたま犯人の目を逃れたポールは、外の警察と連絡を取りながら、強盗団と戦う決意をする。

## キャスト
※括弧内は日本語吹替
- ポール・ブラート - ケヴィン・ジェームズ（塩屋浩三）
- エイミー・アンダーソン - ジェイマ・メイズ（安原麗子）
- ヴェック・シムズ - キーア・オドネル（川中子雅人）
- マヤ・ブラート - レイニ・ロドリゲス（松尾佳）
- マーガレット・ブラート - シャーリー・ナイト（安芸けい子）
- スチュアート - スティーヴン・ラナジージ（北斗誓一）
- ブルックス主任 - ピーター・ゲレッティ（村松康雄）
- ジェームズ・ケント指揮官 - ボビー・カナヴェイル（広瀬彰勇）
- ハワード巡査部長 - アダム・フェラーラ（水内清光）
- レオン - ジャマル・ミクソン（桜井敏治）
- パフード - アディール・カリアン（中國卓郎）
- ビジェイ - エリック・アヴァリ（長克巳）
- ジャーキー・セキュリティ・ガイ - アレン・コヴァート（横島亘）
- 訓練教官 - バス・ルッテン

## スタッフ
- 監督 - スティーヴ・カー
- 製作 - アダム・サンドラー、ジャック・ジャラプト、バリー・ベルナルディ、トッド・ガーナー、ケヴィン・ジェームズ
- 製作総指揮 - ジェフ・サスマン
- 脚本 - ケヴィン・ジェームズ、ニック・ベケイ
- 撮影 - ラス・T・オルソブルック
- 編集 - ジェフ・フリーマン
- 音楽 - ワディ・ワクテル